# Danilo Vaona
Danilo Vaona (Vigevano, 24 de noviembre de 1951) es un productor, compositor y arreglista italiano de música pop. Relevantes son gran parte de las producciones para cantantes como Daniela Romo, Miguel Bosé, Raffaella Carrà, José Luis Perales, Víctor Manuel, Ana Belén, Bertín Osborne entre otros de la discográfica Hispavox en los años setenta y ochenta. Desde 1984 es compositor y productor musical de programas y series de televisión en España e Italia como Día a día con María Teresa Campos, Grand Prix del verano, Lo show dei record y C.L.A. No somos ángeles producidos por el Grupo Europroducciones.

## Biografía
Danilo Vaona nació el 24 de noviembre de 1951 en Vigevano. En 1970 se gradúa en Piano en el Conservatorio G. Verdi de Milán y dos años más tarde termina sus estudios de Composición y Dirección de Orquesta componiendo un cuarteto de cuerda y dirigiendo la Orquesta dei Pomeriggi Musicali en el Piccolo Teatro de Milán, con músicas de Mozart, Beethoven y Stravinsky. A los diecinueve años es contratado por los autores y productores Alberto Testa y Flavio Carraresi, propietarios de la casa discográfica italiana de Milán "Disco-tec". La cantante Italiana Mina Mazzini le graba su primera canción titulada “Vorrei Averti Nonostante Tutto”.
En 1973 participa como director de orquesta en el Festival de Sanremo. En 1976 conoce a Alfredo Cerruti, director artístico de la casa discográfica CGD/CBS y trabaja como arreglista para Sandro Giacobbe, Raffaella Carrà, Caterina Caselli, Alice, Gianni Nazzaro, Riccardo Fogli. Nel 1975 escribe los arreglos y dirige la orchestra de la RAI para el regreso a la Bussola di Viareggio de Renato Carosone.
En 1976 José Luis Gil (Presidente de Hispavox/España) y Tomás Muñoz (Presidente de CBS/España) le encargan la producción musical del artista Miguel Bosé. Empieza así una colaboración fructífera con la CBS e Hispavox que se prolongará hasta 1984 y que como compositor, arreglista y productor, contribuye al éxito de numerosos artistas españoles, entre otros, Víctor Manuel, Ana Belén, José Luis Perales, Mari Trini, Bibiana Fernández, Raphael, Bertín Osborne, Pedro Marín, Massiel y Raffaella Carrà.
Gracias a ella en 1984 se traslada otra vez a Italia donde empieza una colaboración con la RAI y Mediaset y que culminará con el programa Raffaella Carrá Show desde New York, donde con la orquesta de la RAI Italiana dirige y acompaña a artistas de fama mundial, entre otros Liza Minnelli, Stevie Wonder, Sammy Davis Jr., Wilson Picket, Carlos Jobim, Ella Fitzgerald y Dizzy Gillespie.
En 1991 siempre gracias a Raffaella Carrà vuelve a España donde conoce al Grupo Europroducciones y empieza con ellos una larga colaboración al frente de la parte musical de esta compañía, componiendo las sintonías y las músicas de sus más importantes programas, entre otros Hola Raffaella , ¿Qué apostamos?, Grand Prix del verano, Peque Prix,  De domingo a domingo, Día a día y El show de los records.
En el 2001 viaja nuevamente a Italia ( para el Grupo Europroducciones) dirigiendo la orquesta de la RAI Italiana y encargándose de las canciones del programa Scommettiamo che...?, versión italiana del ¿Qué apostamos?, dirigido por Michele Guardí y presentado por Fabrizio Frizzi acompañado por Afef Jnifen en la temporada 1999-2000 y Valeria Mazza en la temporada 2000-2001. Volverá a realizar y dirigir las músicas para el mismo programa en la temporada del 2008 presentado por Alessandro Cecchi Paone y Matilde Brandi.
En el 2002 compone el tema principal de la telenovela La verdad de Laura y las canciones del programa Hay una carta para ti en Antena 3.
Sigue la colaboración con Europroducciones hasta el 2011 con los programas Un Beso y Una Flor presentado por Bertín Osborne, Grand Prix del verano, Generación de Estrellas en España y Lo Show dei Record en Italia.
En el 2015 y 2016 vuelve a colaborar con Raffaella Carrà en los talent show Forte Forte Forte y The Voice Italy.

## Discografía (parcial)
- ’’Del mio Meglio’’ (1973) - (Mina)
- ’’La mia poca grande età’’ (1973) - (Alice)
- ’’Linda’’ (1977) - (Miguel Bosé)
- ’’Miguel Bosé (álbum)’’ (1978) - (Miguel Bosé)
- ’’Soy un corazón tendido al sol’’ (1978) - (Víctor Manuel)
- ’’Ana’’ (1979) - (Ana Belen)
- ’’Chicas!’’ (1980) - (Miguel Bosé)
- ’’Pedro Marín’’ (1980) - (Pedro Marín)
- ’’Amor Mediterráneo’’ (1981) - (Bertín Osborne)
- ’’Más Allá’’ (1980) - (Miguel Bosé)
- ’’Raffaella Carrá’’ (1982) - (Raffaella Carrá)
- ’’Como Un Vagabundo’’ (1982) - (Bertín Osborne)
- ’’Entre el agua y el fuego’’ (1982) - (José Luis Perales)
- ’’Daniela Romo’’ (1983) - (Daniela Romo)
- ’’Tal Como Soy’’ (1983) - (Bertín Osborne)
- ’’Fatalità’’ (1983) - (Raffaella Carrá)
- ’’Amor Prohibido’’ (1984) - (Daniela Romo)
- ’’Bolero’’ (1984) - (Raffaella Carrá)
- ’’Pronto...Raffaella?’’ (1985) - (Raffaella Carrá)[14]
- ’’Dueña de Mi Corazón’’ (1985) - (Daniela Romo)
- ’’Yo Sigo Siendo Aquel’’ (1985) - (Raphael)
- ’’Buena Suerte’’ (1985) - (Bertín Osborne)
- ’’Fidati’’ (1985) - (Raffaella Carrá)
- ’’Curiositá’’ (1986) - (Raffaella Carrá)
- ’’Sueño de Libertad’’ (1987) - (José Luis Perales)
- ’’Raffaella’’ (1988) - (Raffaella Carrá)
- ’’Inviato Speciale’’ (1990) - (Raffaella Carrá)
- Aunque No Soy Española (1994) - (Raffaella Carrá)
- Piel de Cuero (1994) - (David Santisteban)
- Ramón y Ana (1995) - (Ramón García y Ana Obregón)
- Un Nuevo Amor (1996) - (Daniela Romo)
- El Supergrupo (1998)

## Televisión
- Pronto, Raffaella? (1983-1984) en Rai 1
- Buonasera Raffaella (1985) en Rai 1
- Domenica In… (1986) en Rai 1
- Raffaella Carrá Show (1987) en Canale 5
- Il Principe Azzurro (1987) en Canale 5[15]
- Ricomincio da Due…E Saranno Famosi (1989) en Rai 2
- Fantástico (1991) en Rai 1
- Fiesta Mediterranea (1991)
- ¡Hola Raffaella! (1993-1994) en Televisión Española
- A las 8 con Raffaella (1993-1994) en Televisión Española
- En Casa con Raffaella (1995) en Telecinco
- El Rastrillo (1995) en Antena 3
- De Domingo a Domingo (1997-1998) en Telecinco
- Espejo Secreto (1997-1998) en Televisión Española
- La llamada de la suerte (1998) en Televisión Española
- Peque Prix (1998-2000) en Televisión Española
- Flash El Juego de las Noticias (1999) en Telecinco
- Todo en familia (1999-2001) en Televisión Española
- Día a día (España) (1999-2003) en Telecinco
- Buenas tardes (programa de televisión de Telecinco) (2000) en Telecinco
- Tu Dirás (2001) en Telecinco
- Scommettiamo che...? (2001-2002) en Rai 1
- El Show de los Records (2001-2006) en Antena 3
- Tal como somos (2002)
- Tren de Medianoche (2002) en Vocento
- El gladiador (2002) en Televisión Española
- Hay una carta para ti (2002-2004) en Antena 3
- Un domingo cualquiera (2003-2004) en Televisión Española
- Mirando al Mar (2004) en Antena 3
- Cada día (2004-05) en Antena 3
- Nit d'Exit (2005) Talent Show en IB3
- Los Imposibles (2005) en Telemadrid
- Noite Brava (2005) en la FORTA
- Ding Dong (2005) en la FORTA
- El Compromiso (2005) en Canal Sur Televisión
- Lo que inTeresa (2006) en Antena 3
- La Parada (2006) en Telemadrid
- Veredicto Final (2006) en Antena 3
- Mira Lo Que Ven (2006) en Televisión Española
- El Primero de la Clase (2006) en Televisión Española
- Mister: Il Gioco dei Nomi (2006) en Rai 1
- Hora d'Impacte (2006) en Canal Nou
- Locos x Madrid (2006-2007) en La 10 Madrid
- Mi Raccomando (2007) en Canale 5
- ¿Qué apostamos? (2008) en la FORTA
- Scommettiamo che...? (2008) en Rai 2
- Fantasia (2008) en Canale 5
- Lo Show dei Record (2008-2014) en Canale 5
- La stangata (2009) en Canale 5
- Todo Gostam do Verao (2009)
- Un Beso y Una Flor (2009) Talent Show en Canal Nou
- Generación de Estrellas (2010) Talent Show en Castilla-La Mancha Televisión
- Un Beso y Una Flor (2010) Talent Show en Castilla-La Mancha Televisión
- Grand Prix Xpress (2010) en Castilla-La Mancha Televisión
- La Lupa de la Actualidad (2010) en La 10 Madrid
- En Boca de Todos (2010) en La 10 Madrid
- Curry y Compañía (2010) en La 10 Madrid
- Noche 10 (2011) en La 10 Madrid
- Cerca de Ti (2011) en Castilla-La Mancha Televisión
- Forte Forte Forte (2015) Talent Show en Rai 1
- The Voice of Italy (2016) Talent Show en Rai 2
- Grand Prix del verano en Televisión Española (2002-2005/2023 (sintonía)[16] y en la FORTA (2007-2008)

## Series de televisión
- El secreto (telenovela) (2001) en Televisión Española
- La verdad de Laura (2002) en Televisión Española
- C.L.A. No somos ángeles (2007) en Antena 3